# Christina Staudinger
Christina Staudinger (ur. 23 lutego 1987) – austriacka narciarka dowolna, specjalizująca się w skicrossie, która starty w Pucharze Świata rozpoczęła w 2012 r. Występowała także w zawodach FIS Race oraz Pucharu Europy. Była ona uczestniczką Zimowych Igrzysk Olimpijskich w Soczi, w 2014 r.

## Osiągnięcia

### Igrzyska olimpijskie
| Miejsce | Dzień     | Rok  | Miejscowość | Konkurencja | Wynik      | Zwyciężczyni      | Źródło |
| ------- | --------- | ---- | ----------- | ----------- | ---------- | ----------------- | ------ |
| 23.     | 21 lutego | 2014 | Roza Chutor | skicross    | 1/8 finału | Marielle Thompson | [ 1 ]  |

### Mistrzostwa Świata
| Miejsce | Dzień    | Rok  | Miejscowość | Konkurencja | Wynik      | Zwyciężczyni | Źródło |
| ------- | -------- | ---- | ----------- | ----------- | ---------- | ------------ | ------ |
| 18.     | 10 marca | 2013 | Oslo        | skicross    | 1/8 finału | Fanny Smith  | [ 2 ]  |

### Puchar Świata

#### Pozycje w klasyfikacji generalnej
| Sezon     | Miejsce | Punkty |
| --------- | ------- | ------ |
| 2012/2013 | 195     | 2      |
| 2013/2014 | 90      | 12     |

#### Pozycje w poszczególnych zawodach

##### Skicross
| Sezon 2012/2013                                                       |                   |                   |                |                           |                   |                   |                  |             |                         |                 |           |                     |        |        |        |         |         |         |         |
| Nakiska 8.12                                                          | Telluride 13.02   | Val Thorens 19.12 | Innichen 23.12 | Contamines-Montjoie 12.01 | Megève 16.01      | Grassgehren 2.02  | Grassgehren 3.02 | Soczi 19.02 | Szpindlerowy Młyn 24.02 | Åre 16.03       | Åre 17.03 | Sierra Nevada 24.03 | Punkty | Punkty | Punkty | Punkty  | Pozycja | Pozycja | Pozycja |
| –                                                                     | –                 | –                 | 21             | –                         | 22                | –                 | 33               | –           | –                       | –               | –         | –                   | 19     | 19     | 19     | 19      | 41      | 41      | 41      |
| Sezon 2013/2014                                                       |                   |                   |                |                           |                   |                   |                  |             |                         |                 |           |                     |        |        |        |         |         |         |         |
| Nakiska 7.12                                                          | Val Thorens 15.12 | Innichen 21.12    | Innichen 21.12 | Val Thorens 16.01         | Val Thorens 17.01 | Kreischberg 25.01 | Arosa 7.03       | Åre 15.03   | Åre 16.03               | La Plagne 23.03 | Punkty    | Punkty              | Punkty | Punkty | Punkty | Pozycja | Pozycja | Pozycja | Pozycja |
| 15                                                                    | 22                | 32                | 12             | 18                        | 22                | 14                |                  |             |                         |                 | 87        | 87                  | 87     | 87     | 87     | 19      | 19      | 19      | 19      |
| Legenda                                                               |                   |                   |                |                           |                   |                   |                  |             |                         |                 |           |                     |        |        |        |         |         |         |         |
| 1 2 3 4-10 11-30 31-100 wyniki anulowane - – zawodnik nie wystartował |                   |                   |                |                           |                   |                   |                  |             |                         |                 |           |                     |        |        |        |         |         |         |         |